# Катастрофа Avro 146 під Бассерсдорфом
Катастрофа Avro 146 під Бассерсдорфом — авіаційна катастрофа, що сталася суботнього вечора 24 листопада 2001 року. Пасажирський авіалайнер Avro 146-RJ100 Regional Jet швейцарської авіакомпанії Crossair виконував рейс LX3597 за маршрутом Берлін — Цюрих, але під час заходу на посадку в цюрихський міжнародний аеропорт Клотен літак рухнув у ліс в 4 км від аеропорту. З 33 людей (28 пасажирів і 5 членів екіпажу), що перебували на його борту, загинули 24.

## Хронологія подій
Рейс LX3597 вилетів із Берлінського аеропорту Тегель до Цюриха о 21:01 CET.
Через погані погодні умови екіпаж не знайшов злітно-посадкову смугу № 28 аеропорту Клотен. ЗПС повинна була бути закрита для приймання літаків, але недосвідчена дівчина-диспетчер (єдина в ту ніч в аеропорту Цюриха) не наважилася повністю закрити аеропорт, ні відкрити іншу ЗПС, яка закривалася на ніч через скарги мешканців навколишніх будинків. Натомість вона продовжувала вести рейс 3597 на смугу № 28.
Командир продовжив зниження і надто пізно ухвалив рішення про відхід на друге коло, внаслідок чого о 22:07 CET рейс LX3597 правим крилом зачепив верхівки дерев і в нього спалахнув один двигун (1-й крайній). Літак продовжив зниження і в результаті врізався в землю та повністю зруйнувався. З 33 людей, які перебували на борту літака, загинули 24 (21 пасажир і 3 члени екіпажу — обидва пілоти та бортпровідник), решта 9 осіб (7 пасажирів та 2 бортпровідники) вижили, отримавши поранення.
Серед 24 загиблих опинилися дві солістки групи Passion Fruit (Марія Серрано-Серрано та Наталі ван Хет Енде) та солістка групи La Bouche Мелані Торнтон.

## Розслідування
Розслідування причин катастрофи рейсу LX3597 проводило Бюро з розслідування авіаційних інцидентів Швейцарії (AAIB).

## Культурні аспекти
Катастрофа рейсу 3597 показана в 10-му сезоні канадського документального телесеріалу «Розслідування авіакатастроф» у серії «Остання помилка пілота».